# 12833 Kamenný Újezd
12833 Kamenný Újezd è un asteroide della fascia principale. Scoperto nel 1997, presenta un'orbita caratterizzata da un semiasse maggiore pari a 2,1313937 UA e da un'eccentricità di 0,1582841, inclinata di 2,62830° rispetto all'eclittica.